# Książki
Książki (de: Hohenkirch) is een dorp in het Poolse woiwodschap Koejavië-Pommeren, in het district Wąbrzeski. De plaats maakt deel uit van de gemeente Książki en telt 1900 inwoners.